# Ljiljana Ranković
Ljiljana Ranković (ur. 8 kwietnia 1993 w Valjevie) – serbska siatkarka, grająca na pozycji przyjmującej. 

## Sukcesy klubowe
Mistrzostwo Serbii:
- 2014, 2015, 2016, 2021
- 2011
- 2012, 2013

Superpuchar Serbii:
- 2013, 2014, 2015

Puchar Serbii:
- 2015, 2016

Mistrzostwo Francji:
- 2019
- 2017, 2018

Puchar Francji:
- 2018

## Sukcesy reprezentacyjne
Mistrzostwa Świata Kadetek:
- 2009

Mistrzostwa Europy Kadetek:
- 2009

Mistrzostwa Europy Juniorek:
- 2010